# Вайтфейс (Техас)
Вайтфейс (англ. Whiteface) — місто (англ. town) в США, в окрузі Кокран штату Техас. Населення — 375 осіб (2020).

## Географія
Вайтфейс розташований за координатами 33°35′58″ пн. ш. 102°36′48″ зх. д. / 33.59944° пн. ш. 102.61333° зх. д. (33.599563, -102.613370).  За даними Бюро перепису населення США в 2010 році місто мало площу 1,52 км², уся площа — суходіл.

## Демографія
Згідно з переписом 2010 року, у місті мешкало 449 осіб у 157 домогосподарствах у складі 116 родин. Густота населення становила 295 осіб/км².  Було 193 помешкання (127/км²).
Расовий склад населення:
| - 70,4 % — білих - 4,5 % — чорних або афроамериканців - 1,8 % — корінних американців - 18,5 % — осіб інших рас |

До двох чи більше рас належало 4,9 %. Частка іспаномовних становила 49,2 % від усіх жителів.
За віковим діапазоном населення розподілялося таким чином: 28,7 % — особи молодші 18 років, 59,3 % — особи у віці 18—64 років, 12,0 % — особи у віці 65 років та старші. Медіана віку мешканця становила 32,3 року. На 100 осіб жіночої статі у місті припадало 100,4 чоловіків;  на 100 жінок у віці від 18 років та старших — 102,5 чоловіків також старших 18 років.
Середній дохід на одне домашнє господарство  становив 56 291 долар США (медіана — 42 500), а середній дохід на одну сім'ю — 53 759 доларів (медіана — 43 542). За межею бідності перебувало 11,1 % осіб, у тому числі 10,4 % дітей у віці до 18 років та 5,3 % осіб у віці 65 років та старших.
Цивільне працевлаштоване населення становило 179 осіб. Основні галузі зайнятості: освіта, охорона здоров'я та соціальна допомога — 34,1 %, роздрібна торгівля — 17,9 %, сільське господарство, лісництво, риболовля — 16,8 %.